# Münchener Rück
Münchener Rückversicherungs-Gesellschaft Aktiengesellschaft (kort Münchener Rück of in het Engels Munich Re) is een van 's werelds grootste herverzekeraars met hoofdzetel in München. De groep werd in 1880 gesticht door Carl Thieme, die 10 jaar later ook de verzekeraar Allianz AG stichtte.

## Activiteiten
De Munich Re groep realiseerde in de jaren 2016 tot en met 2020 bruto verzekeringspremies van gemiddeld zo’n 50 miljard euro op jaarbasis. Hiervan is ongeveer twee derde toe te rekenen aan de herverzekeringsactiviteiten. Het bedrijf telde bijna 40.000 medewerkers.
De groep heeft de activiteiten verdeeld over drie bedrijfsonderdelen:
- Munich Re is de merknaam voor de herverzekeringsactiviteiten van de groep. Het is een van de grootste herverzekeraars ter wereld. Hier werken zo’n 12.000 medewerkers.
- ERGO: In dit bedrijfsonderdeel zijn de meeste verzekeringsactiviteiten gegroepeerd. Hier zijn de belangrijkste klanten particulieren en bedrijven en niet andere verzekeraars. Het onderdeel is actief in Europa en Azië met levens-, schade- en ziektekostenverzekeringen. Duitsland is veruit de grootste markt voor ERGO.
- MEAG: is de vermogensbeheerder van de groep. Hier wordt voornamelijk het vermogen van de groep beheerd.

De aandelen van Munich Re zijn beursgenoteerd waarvan de notering op Frankfurt de meest belangrijke is. Het maakt onderdeel uit van diverse aandelenindices, waaronder de DAX en de Euro Stoxx 50.

## Geschiedenis
In 1880 richtte Carl Thieme, vanaf 1870 werkzaam bij Thuringia Versicherung, samen met industrieel en financier Theodor von Cramer-Klett en nog twee anderen de Münchener Rückversicherungs-Gesellschaft Aktiengesellschaft in München. Het bedrijf ging op 3 april 1880 officieel van start. In 1890 werd de Allianz Versicherung-AG opgericht door Carl Thieme en zijn partner Wilhelm Finck. 
Münchener Rück werd beroemd na de aardbeving van San Francisco in 1906 omdat het destijds de enige verzekeringsmaatschappij was die nog kon betalen nadat alle claims waren afgehandeld. Het aandeel in de verzekerde schade was zo’n 11 miljoen mark voor Münchener Rück. Vlak voor het uitbreken van de Eerste Wereldoorlog was Münchener Rück de grootste herverzekeringsmaatschappij. In 1913–1914 behaalde het bruto premie-inkomsten van 204 miljoen mark, op grote afstand gevolgd door Schweizer Rück met 41 miljoen mark en Kölnische Rück met 41 miljoen mark. In 1914 werd "von" aan zijn naam toegevoegd en Carl von Thieme leidde het bedrijf tot 1921.
Tijdens het nationaalsocialistische tijdperk profiteerde Münchener Rück indirect van de vervolging van joodse klanten. Zij werden gedwongen hun levensverzekeringen voortijdig op te zeggen, wat resulteerde in financiële verliezen, en om onroerend goed onder de marktwaarde te verkopen. Bestuurslid Kurt Schmitt sloot zich in 1933 aan bij de SS en de Nationaalsocialistische Duitse Arbeiderspartij (NSDAP) en diende met tussenpozen als Rijksminister van Economische Zaken in het kabinet van Hitler. Van 1938 tot het einde van de oorlog was Schmitt voorzitter van de raad van bestuur van Münchener Rück. Andere bestuursleden, die ten tijde van het einde van de oorlog in functie waren, waren geen lid van de NSDAP.
In de jaren zeventig van de 20e eeuw bouwde Gerhard Berz de afdeling natuurlijke risico's op, die later werd omgedoopt tot Geo Risks Research. Deze afdeling werd toonaangevend op het gebied van georisico-onderzoek in de verzekeringssector.
In de jaren negentig volgde een periode van snelle groei. In 1996 werd American Re overgenomen voor een bedrag van US$ 3,3 miljard.  Hiermee versterkt Münchener Rück zijn positie op de Amerikaanse markt. In hetzelfde jaar neemt het ook DKV Deutsche Krankenversicherung AG (DKV) over waarmee de positie in de markt voor ziektekostenverzekering verbeterd. In 1997 besloten D.A.S., Hamburg-Mannheimer, DKV en Victoria samen te gaan als de ERGO Insurance Group. In 1999 wordt MEAG, MUNICH ERGO Asset Management, opgericht waarin het vermogensbeheer wordt geconcentreerd van Münchener Rück en ERGO.
Münchener Rück gebruikt sinds 2009 de merknaam "Munich Re", waarbij "Re" de afkorting is van de term " herverzekering " (Engels: reinsurance).
Het bedrijf was ook een van de grootste herverzekeraars van het World Trade Center in New York dat verwoest werd bij de aanslagen op 11 september 2001.